# Vladimiras Dudinas
Vladimiras Dudinas (né le 13 décembre 1941 et mort en mars 2017) est un athlète lituanien, spécialiste du 3 000 m steeple.

## Biographie
Concourant sous les couleurs de l'URSS, il remporte la médaille de bronze du steeple lors des championnats d'Europe 1969, à Athènes. Le 19 août 1969, à Kiev, il établit un nouveau record du monde du 3 000 m steeple en 8 min 22 s 2, améliorant de deux secondes le record du Finlandais Jouko Kuha.
Il remporte la coupe d'Europe des nations 1970 à Stockholm.

### Palmarès
| Date | Compétition                | Lieu      | Résultat | Épreuve         | Performance   |
| ---- | -------------------------- | --------- | -------- | --------------- | ------------- |
| 1969 | Championnats d'Europe      | Athènes   | 3e       | 3 000 m steeple | 8 min 26 s 65 |
| 1970 | Coupe d'Europe des nations | Stockholm | 1er      | 3 000 m steeple | 8 min 31 s 6  |

### Records
| Épreuve         | Performance  | Lieu | Date         |
| --------------- | ------------ | ---- | ------------ |
| 3 000 m steeple | 8 min 22 s 2 | Kiev | 19 août 1969 |